# シネマクルーズ+
シネマクルーズ+（‐ぷらす）とは、三重テレビ放送で放送されている映画情報番組である。
東海3県下の大手在名民放テレビ局では唯一の単独映画情報番組ということもあってか、全国区の俳優・女優などが映画のキャンペーンとして名古屋などに訪れた際、当番組に出演することが比較的多い。
2009年10月に『シネマクルーズ』から『シネマクルーズ+』にリニューアルした（出演者のほか、番組OP・EDやロゴも新しくなった）。
当ページではシネマクルーズ+の前身番組であるシネマクルーズについても記載する。

## 放送日時
- 毎週土曜日 23:30〜23:45（シネマクルーズ時代。〜2009年9月29日）
- 毎週土曜日 23:00〜23:15（シネマクルーズ+時代。2009年10月3日〜）

## 番組内容
- 近日公開される映画情報・公開中の映画を2〜3作品ピックアップし、映画のあらすじなどを紹介する。また、監督・出演者のインタビューも放送されることが多い（名古屋などで行われる共同記者会見の模様も放送される）。
- 番組のエンディングには、2009年9月29日までは毎週ひとつのお菓子を紹介する（栗山アナ等が持ってくるほか、スタッフがプライベートで旅行に行ったときのおみやげである。出演者の松岡ひとみはこのコーナーを楽しみにしていたようだった）というコーナーを行っていた。
- 2009年10月3日からは、番組内で紹介した映画からクイズを出題・正解者に抽選でプレゼントが当たる。

## 出演者
シネマクルーズ時代（〜2009年9月29日）
- 松岡ひとみ（東海地方を中心に活躍する映画パーソナリティー・タレント。インタビューを担当することが多い）
- 栗山朋子（当時三重テレビアナウンサー）

シネマクルーズ+時代（2009年10月3日〜）
- 松岡ひとみ
- 長谷川巧（おはよう!三重で三重テレビ初登場となって以来の三重テレビでの担当番組。ちなみに松岡とも過去に番組を担当していた事があったらしい[1]）

## スポンサーについて
- 放送開始当初は、TOSHIBA，トーエネックなどがスポンサーだったが撤退した。
- 現在は、スポンサー扱いではないが、この番組をよく収録するワーナー・マイカル・シネマズのCM（e席リザーブ&上映中のお薦め映画紹介）のCMが放送されている。

## 備考
- 番組はワーナー・マイカル・シネマズ鈴鹿・桑名をはじめとした映画館（シネコンも含む）で収録することが多いほか、不定期でどこかの部屋（場所は不明）から収録することもある。
- この番組が放送されるようになってから、三重テレビで主催する試写会が多くなった。
- 不定期で、放送時間を延長したバージョンを放送することがある。
- 2006年9月末に番組開始から3周年を記念して、約1ヶ月にわたり、小西真奈美・岡田准一・玉木宏といった俳優からのお祝いコメントを放送した。
- 三重テレビの自社制作番組では珍しく、クレーンカメラからの撮影された映像を使うことがある（オープニングでの使用頻度が多い）。
- 2009年10月31日・放送分ではハロウィンにちなんで、松岡・長谷川の2人がハロウィンにちなんだコスプレをした（ちなみに長谷川はハードゲイを模したものだった）。